# محمد وحيد حسن مانيك
محمد وحيد حسن مانيك (الديفيهي: މުޙައްމަދު ވަޙީދު ޙަސަން މަނިކު مواليد 3 يناير 1953) هو الرئيس الخامس لجزر المالديف منذ 7 فبراير 2012 إلى 17 نوفمبر 2013. تولى مهام منصب الرئاسة على إثر استقالة الرئيس محمد نشيد. شغل سابقا منصب نائب رئيس المالديف 2008-2012. وكان عضو بارز في اليونيسيف في حين انه يعمل لحساب الأمم المتحدة، علما انه كان في جزر المالديف معظم كبار في الأمم المتحدة في حين كان يعمل هناك. يعتبر معتدلا، محمد وحيد حسن هو المالديفي الذي هو أول من حصل على درجة الدكتوراه، بعد أن فعل ذلك من جامعة ستانفورد. ونتيجة لذلك، فهو عادة يسمى على النحو المشار إليه «د.وحيد» من قبل معظم المالديفيين.

## حياته الشخصية
وُلِد وحيد لوالده حسن إبراهيم مانيك ووالدته عائشة موسى، وهو الابن الأول لهم ضمن 10 آخرين.
وحيد متزوج من إلهام حسين وله ثلاثة أولاد. ابنتهما الكبرى وداد (32) مهندسة معمارية وتمتلك شركة لتكنولوجيا المعلومات في كاليفورنيا. ابنتهما الثانية فيدا (29 سنة) طالبة دكتوراه في علم النفس في معهد كاليفورنيا للدراسات المتكاملة، وابنها سليم وحيد (23 سنة) في سنته الأخيرة في جامعة ستانفورد، يدرس العلوم السياسية.